# Русол Андрій Анатолійович
Андрі́й Анато́лійович Ру́сол (нар. 16 січня 1983, Кіровоград, УРСР) — український футболіст. Колишній захисник дніпровського «Дніпра» і національної збірної України.

## Біографія
Вихованець ДЮСШ «Зірка» (Кіровоград). Дебютував у вищій лізі 22 травня 1999 року (СК «Миколаїв» — «Зірка»). У тому ж році Русолу запропонував контракт «Кривбас», з яким він у 2000 році ставав бронзовим призером чемпіонату України та фіналістом Кубка країни. У 2003 році Андрій перейшов до дніпровського «Дніпра», з яким через рік повторює свій результат у «Кривбасі»: третє місце в чемпіонаті та фінал Кубка України.
31 березня 2004 року Русол дебютував у збірній України, з якою на чемпіонаті світу з футболу 2006 дійшов до 1/4 фіналу. На турнірі, Андрій Русол став першим українцем, який отримав жовту картку в фінальних стадіях «мундіалю», та забив перший гол збірної України, у матчах світового значення. Андрій відзначився в другому турі в матчі зі збірною Саудівської Аравії.
На полі Русол відзначався вдалим вибором позиції та перехопленнями пасів противників. Впевнено грав головою у повітрі, часто брав участь у розігруванні кутових і штрафних біля воріт суперника.
За досягнення високих спортивних результатів на чемпіонаті світу з футболу 2006 року (Федеративна Республіка Німеччина), виявлені мужність, самовідданість і волю до перемоги, утвердження міжнародного авторитету України 19 серпня 2006 року нагороджений орденом «За мужність» III ступеня.
24 серпня 2011 року через проблеми зі спиною Андрій завершив ігрову кар'єру. Відразу після цього колишній захисник клубу став працівником селекційного відділу «Дніпра».

## Статистика виступів

### Клубні виступи
| Сезон               | Команда             | Чемпіонат           | Чемпіонат | Чемпіонат | Кубок | Кубок | Кубок | Єврокубки | Єврокубки | Єврокубки | Інші кубки | Інші кубки | Інші кубки | Всього | Всього |
| Сезон               | Команда             | Змаг.               | Матчі     | Голи      | Змаг. | Матчі | Голи  | Змаг.     | Матчі     | Голи      | Змаг.      | Матчі      | Голи       | Матчі  | Голи   |
| ------------------- | ------------------- | ------------------- | --------- | --------- | ----- | ----- | ----- | --------- | --------- | --------- | ---------- | ---------- | ---------- | ------ | ------ |
| 1998-1999           | Зірка-2             | 2Л                  | 5         | 0         | КУ    | 0     | 0     | —         | —         | —         | -          | —          | —          | 5      | 0      |
| 1999-2000           | Зірка-2             | 2Л                  | 4         | 0         | КУ    | 1     | 0     | —         | —         | —         | —          | —          | —          | 5      | 0      |
| Всього в Зірці-2    | Всього в Зірці-2    | Всього в Зірці-2    | 9         | 0         |       | 1     | 0     |           |           |           |            |            |            | 10     | 0      |
| 1997-1998           | Зірка               | ВЛ                  | 1         | 0         | —     | —     | —     | —         | —         | —         | -          | —          | —          | 1      | 0      |
| Всього в Зірці      | Всього в Зірці      | Всього в Зірці      | 1         | 0         |       |       |       |           |           |           |            |            |            | 1      | 0      |
| 1999-2000           | Кривбас-2           | 2Л                  | 12        | 0         | КУ    | 0     | 0     | —         | —         | —         | —          | —          | —          | 12     | 0      |
| 2000-2001           | Кривбас-2           | 2Л                  | 11        | 0         | КУ    | 0     | 0     | —         | —         | —         | —          | —          | —          | 11     | 0      |
| Всього в Кривбасі-2 | Всього в Кривбасі-2 | Всього в Кривбасі-2 | 23        | 0         |       |       |       |           |           |           |            |            |            | 23     | 0      |
| 1999-2000           | Кривбас             | ВЛ                  | 3         | 0         | КУ    | 0     | 0     | —         | —         | —         | -          | —          | —          | 3      | 0      |
| 2000-2001           | Кривбас             | ВЛ                  | 9         | 0         | КУ    | 0     | 0     | —         | —         | —         | —          | —          | —          | 9      | 0      |
| 2001-2002           | Кривбас             | ВЛ                  | 19        | 0         | КУ    | 2     | 0     | —         | —         | —         | —          | —          | —          | 21     | 0      |
| 2002-2003           | Кривбас             | ВЛ                  | 9         | 0         | КУ    | 3     | 0     | —         | —         | —         | —          | —          | —          | 12     | 0      |
| Всього в Кривбасі   | Всього в Кривбасі   | Всього в Кривбасі   | 40        | 0         |       | 5     | 0     |           |           |           |            |            |            | 45     | 0      |
| 2002-2003           | Дніпро-2            | 2Л                  | 6         | 0         | —     | —     | —     | —         | —         | —         | -          | —          | —          | 6      | 0      |
| 2003-2004           | Дніпро-2            | 2Л                  | 2         | 0         | —     | —     | —     | —         | —         | —         | —          | —          | —          | 2      | 0      |
| Всього в Дніпрі-2   | Всього в Дніпрі-2   | Всього в Дніпрі-2   | 8         | 0         |       |       |       |           |           |           |            |            |            | 8      | 0      |
| 2002–2003           | Дніпро (Д)          | ВЛ                  | 1         | 0         | КУ    | 0     | 0     | —         | —         | —         | —          | —          | —          | 1      | 0      |
| 2003–2004           | Дніпро (Д)          | ВЛ                  | 24        | 1         | КУ    | 7     | 0     | КУ        | 8         | 0         | —          | —          | —          | 39     | 1      |
| 2004–2005           | Дніпро (Д)          | ВЛ                  | 28        | 0         | КУ    | 5     | 0     | КУ        | 10        | 2         | —          | —          | —          | 43     | 2      |
| 2005–2006           | Дніпро (Д)          | ВЛ                  | 30        | 3         | КУ    | 1     | 0     | КУ        | 8         | 0         | —          | —          | —          | 39     | 3      |
| 2006–2007           | Дніпро (Д)          | ВЛ                  | 28        | 1         | КУ    | 2     | 0     | КІ        | 1         | 1         | —          | —          | —          | 31     | 2      |
| 2007–2008           | Дніпро (Д)          | ВЛ                  | 28        | 0         | КУ    | 0     | 0     | КУ        | 2         | 0         | —          | —          | —          | 30     | 0      |
| 2008–2009           | Дніпро (Д)          | ПЛ                  | 27        | 1         | КУ    | 1     | 0     | КУ        | 2         | 0         | —          | —          | —          | 30     | 1      |
| 2009–2010           | Дніпро (Д)          | ПЛ                  | 23        | 2         | КУ    | 2     | 0     | —         | —         | —         | —          | —          | —          | 25     | 2      |
| 2010–2011           | Дніпро (Д)          | ПЛ                  | 20        | 1         | КУ    | 2     | 0     | ЛЄ        | 4         | 0         | —          | —          | —          | 26     | 1      |
| 2011–2012           | Дніпро (Д)          | ПЛ                  | 2         | 0         | КУ    | 0     | 0     | ЛЄ        | 0         | 0         | —          | —          | —          | 2      | 0      |
| Всього в Дніпрі (Д) | Всього в Дніпрі (Д) | Всього в Дніпрі (Д) | 211       | 9         |       | 20    | 0     |           | 35        | 3         |            |            |            | 266    | 12     |
| Всього              | Всього              | Всього              | 292       | 9         |       | 26    | 0     |           | 35        | 3         |            |            |            | 353    | 12     |

### Національна збірна
| Україна | 2004   | 9  | 0 |
| Україна | 2005   | 9  | 1 |
| Україна | 2006   | 13 | 2 |
| Україна | 2007   | 8  | 0 |
| Україна | 2008   | 4  | 0 |
| Україна | 2009   | 4  | 0 |
| Україна | 2010   | 2  | 0 |
| Всього  | Всього | 49 | 3 |

### Голи за національну збірну
| #  | Дата       | Місце зустрічі     | Суперник          | Рахунок | Результат | Турнір               |
| -- | ---------- | ------------------ | ----------------- | ------- | --------- | -------------------- |
| 1. | 2005-02-09 | Тирана, Албанія    | Албанія           | 0-2     | Перемога  | ЧС 2006 кваліфікація |
| 2. | 2006-06-19 | Гамбург, Німеччина | Саудівська Аравія | 0-4     | Перемога  | ЧС 2006 група H      |
| 3. | 2006-09-06 | Київ, Україна      | Грузія            | 3-2     | Перемога  | ЧЄ 2008 кваліфікація |

## Титули та досягнення
«Кривбас»
- Чемпіонат України з футболу
  - Бронзовий призер: 1999/2000
- Кубок України
  - Фіналіст: 1999/2000

«Дніпро»
- Чемпіонат України з футболу
  - Бронзовий призер: 2003/2004
- Кубок України
  - Фіналіст: 2003/2004

Збірна України
- Чвертьфіналіст чемпіонату світу: 2006

## Цікаві факти
- Русол відомий тим, що отримав перше попередження збірної України на чемпіонатах світу (на 17-й хвилині матчу проти Іспанії) і забив перший гол збірної на чемпіонатах світу (на 4-й хвилині матчу проти Саудівської Аравії).[2]
- Регулярно слідкує за хокеєм, улюбленими напрямками музики називає джаз та R&B[3].

Русол — один зі співзасновників футбольної академії у Дніпрі.